# Paraeutrichopus
Paraeutrichopus is een geslacht van kevers uit de familie van de loopkevers (Carabidae). De wetenschappelijke naam van het geslacht is voor het eerst geldig gepubliceerd in 1954 door Mateu.

## Soorten
Het geslacht Paraeutrichopus omvat de volgende soorten:
- Paraeutrichopus harpaloides Wollaston, 1864
- Paraeutrichopus pecoudi Mateu, 1954